# 普通朱雀

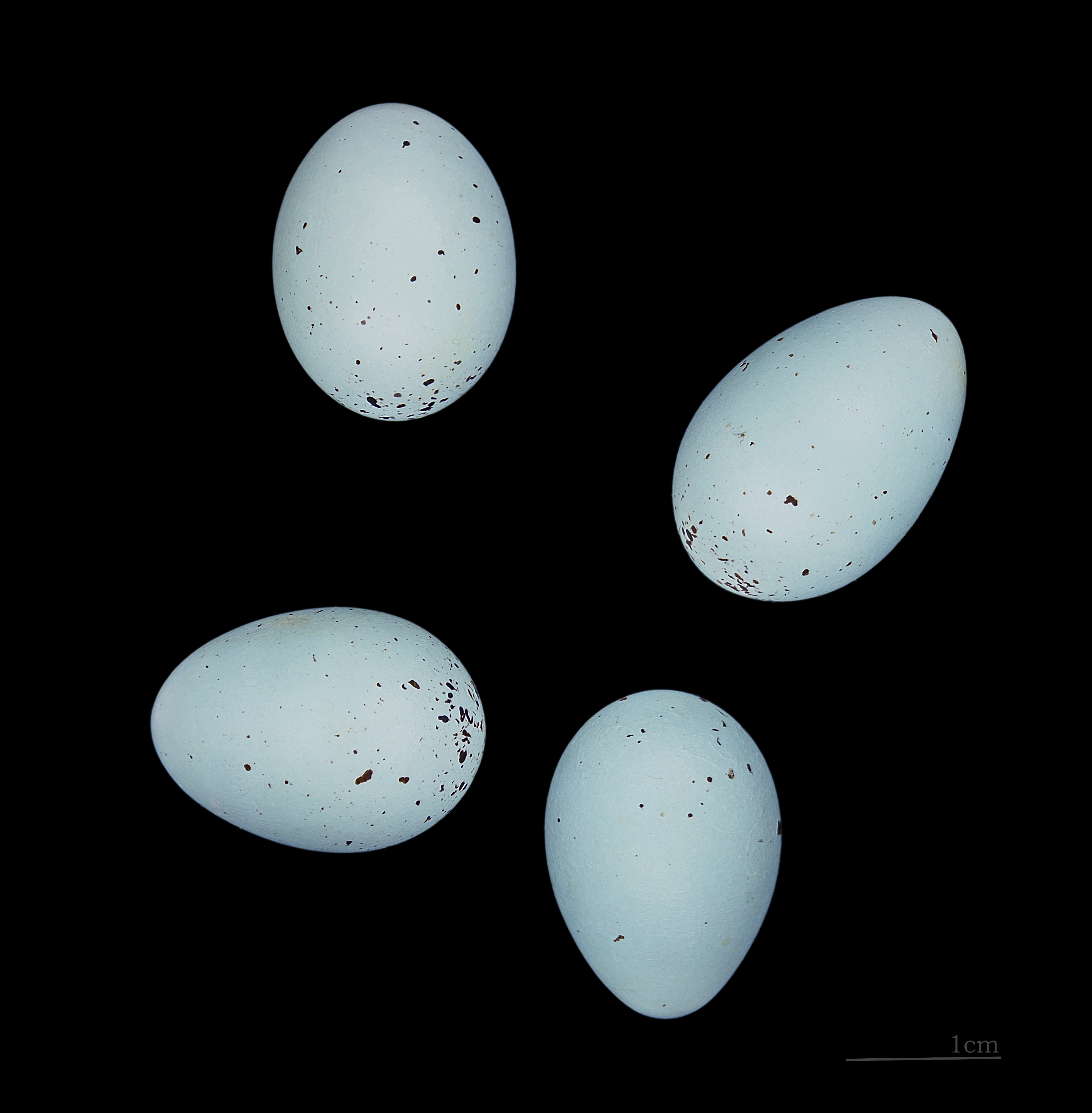
卵標本

普通朱雀为燕雀科朱雀屬下的一种鳥類。這個物種主要分佈於歐亞大陸上的季節性森林至亞極地帶，沿岸及山區的樹林與灌木叢中。其成鳥為兩性異形，雄鳥以紅色及白色為主；而雌鳥則是背灰褐色、腹灰白色，帶暗褐色縱紋的型態。這個物種主要以果实、种子植食为食，其繁殖季介於5—7月之間，每次產3—6枚卵，13—14天後孵化，破殼後約15—17天大時幼鳥可離巢。

## 外部連結
- 维基共享资源上的相關多媒體資源：普通朱雀
- 維基物種上的相關：普通朱雀